# Heino Heinrich von Flemming

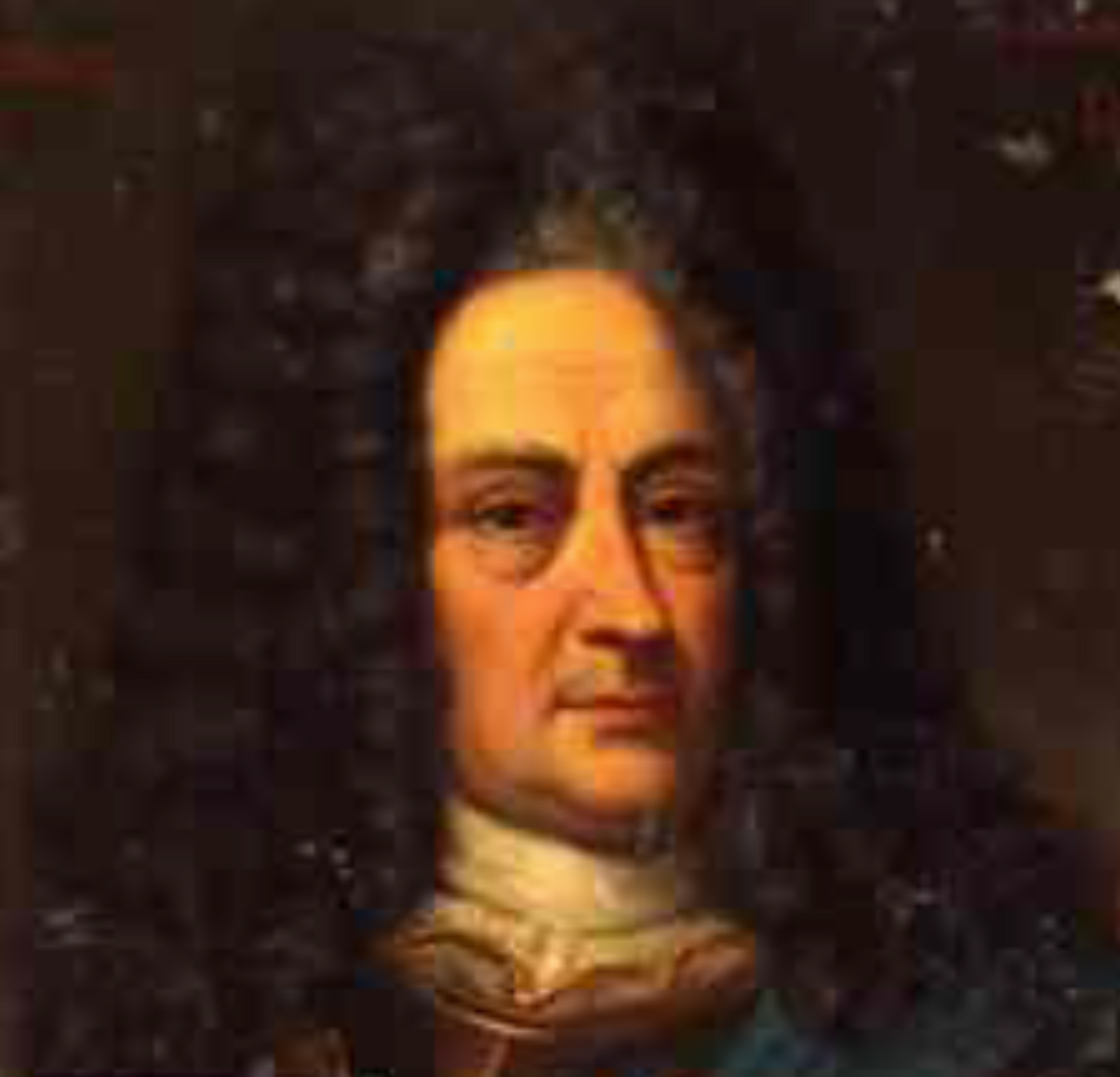
Heino Heinrich von Flemming

Heino Heinrich von Flemming, ab 1700 Heino Heinrich Graf von Flemming (* 8. Mai 1632 in Martenthin, Pommern; † 1. März 1706 auf Schloss Buckow im Kreis Lebus), war ein deutscher Heerführer, Generalfeldmarschall und Gouverneur von Berlin. In die Geschichte ging er als einer der großen Türkenbesieger ein.

## Leben und Wirken
Heino (zeitgenössisch meist: Heyno) Heinrich von Flemming stammte aus der alten pommerschen, schlossgesessenen, ursprünglich wohl aus Flandern eingewanderten Familie Flemming. Er war der dritte Sohn des pommerschen Landmarschalls und Amtshauptmanns zu Belgard, Jakob von Flemming und der Barbara von Pfuel. Nach einer Ausbildung in Frankreich und den Niederlanden, dort bei Wilhelm von Oranien und dem Admiral Michiel de Ruyter, trat er 1657 in die kurbrandenburgische Garde zu Fuß. 1658 wechselte er in das kaiserliche Regiment von Sporck, das im Krieg mit Schweden in Holstein eingesetzt wurde. Im Jahr 1660 kehrte Flemming als Kapitän in die brandenburgische Garde zurück. Am 15. Januar 1662 wurde er vom damaligen Herrenmeister Johann Moritz von Nassau zum Johanniterordensritter geschlagen. Kurfürst Friedrich Wilhelm übertrug 1672 dem Oberst Flemming das Kommando über das Regiment von Flemming, das er als Hilfstruppe dem polnischen König Michael von Polen im Krieg mit der Türkei sandte.

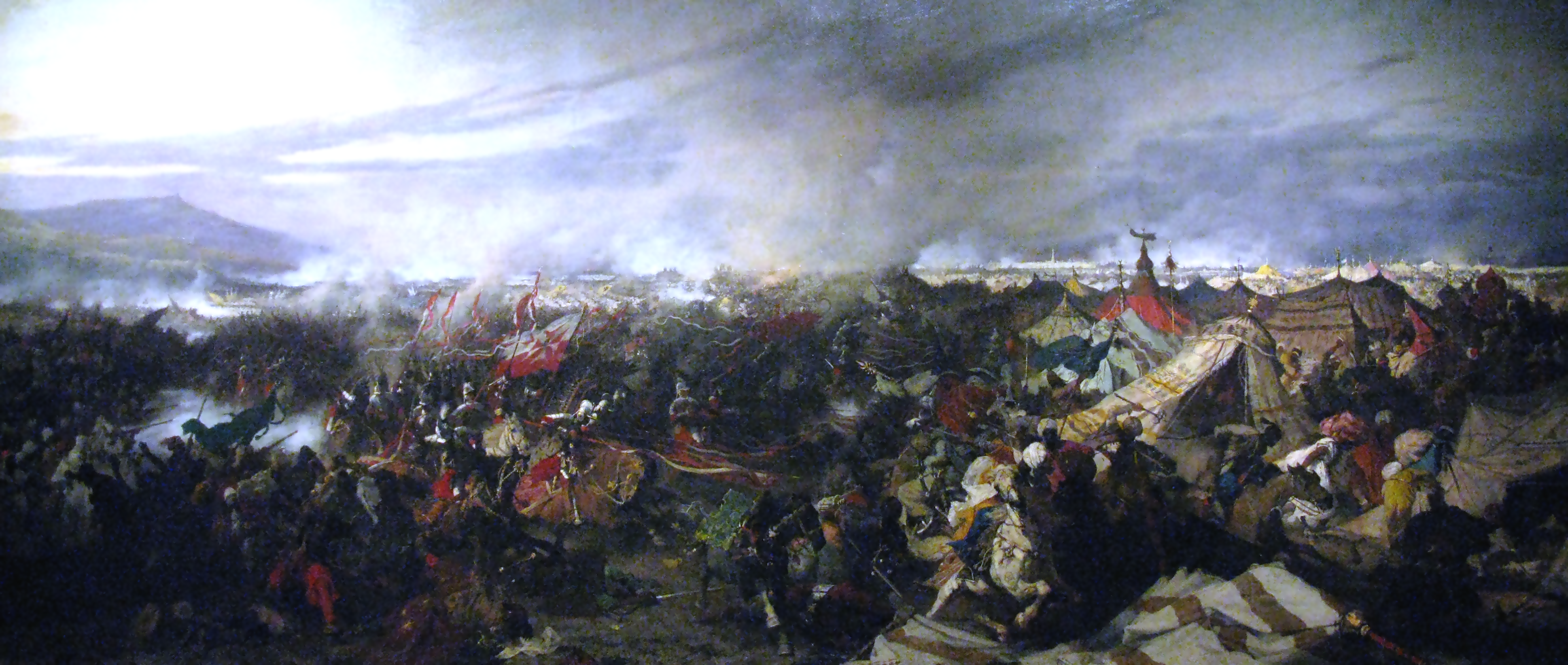
Schlacht am Kahlenberg 1683: Das Entsatzheer fällt in die osmanischen Stellungen ein

Flemming erhielt wegen seiner Klugheit und kaltblütigen Tapferkeit viele Angebote für einen Dienstwechsel. Er trat 1676 als Generalmajor in braunschweigische und 1680 als Feldmarschallleutnant in kursächsische Dienste über. Er trug 1683 an der Spitze der sächsischen Hilfstruppen viel zum Scheitern der türkischen Belagerung von Wien bei: An der Spitze der Sachsen und einiger Hilfstruppen erstürmte er in der Schlacht am Kahlenberg den Mittelpunkt und Schlüssel der türkischen Stellungen und drang als erster in das dahinterliegende Hauptlager der Türken ein.
Am 15. Februar 1684 wurde ihm das Kommando über die sächsischen Truppen übertragen und nach dem Tode des Feldmarschalls Freiherr Joachim Rüdiger von der Goltz erhielt er am 8. September 1688 die Würde eines kursächsischen Generalfeldmarschalls. In diesem und im folgenden Jahr kommandierte er unter Kurfürst Johann Georg III. die sächsischen Truppen am Rhein gegen die Franzosen, war hier jedoch vielfachen persönlichen Kränkungen ausgesetzt. Die kaiserlich-habsburgische Generalität beschuldigte ihn der Bestechlichkeit.
Im Jahr 1690 wechselte Flemming vom sächsischen Dienst in den brandenburgischen. Kurfürst Friedrich III. ernannte ihn zum Staats- und Kriegsrat. Am 16. April 1691, nach dem unfreiwilligen Abgang des Generalfeldmarschall-Leutnants Hans Adam von Schöning aus der kurbrandenburgischen Armee im Januar 1691, beförderte ihn der Kurfürst zum Generalfeldmarschall und Befehlshaber der Truppen Brandenburgs am Rhein, zum Gouverneur von Berlin und, wie zuvor Schöning, zum Kommandeur seiner Leibgarde.
Nachdem ihm 1698 aus gesundheitlichen Gründen der Abschied mit einem jährlichen Einkommen von 8.000 Talern gewährt worden war, ernannte er Flemming zum Statthalter des Herzogtums Pommern und des Fürstentums Cammin. Außerdem war er seit 1678 Nutznießer der Komturei Schivelbein. Bereits 1688 war er mit den Gütern um Buckow belehnt worden, die zuvor der Familie seiner Frau Dorothea Elisabeth von Pfuel gehört hatten. 1689 erwarb er die beiden Güter Cöthen, Dannenberg/Mark und Falkenberg/Mark im damaligen Oberbarnimschen Kreis. Dazu erhielt er 1699 das zuvor ebenfalls Pfuel'sche Kloster Helfta und in Sachsen das Schloss Hermsdorf sowie das Herrenhaus Hohenhaus bei Radebeul. 1700 erhob ihn der Kaiser in den Reichsgrafenstand, eine Würde, die er nach der Schlacht am Kahlenberg zunächst ausgeschlagen hatte.
Heino Heinrich von Flemming galt trotz seines Ruhmes als bescheidener Mann. Er leitete den militärischen und politischen Aufstieg seiner Familie in Sachsen und Brandenburg-Preußen ein, indem er seine Söhne und Neffen in dortige Dienste zog, wo sein Sohn Johann Georg sowie die Neffen Joachim Friedrich, Bogislaw Bodo und Jakob Heinrich zu Generälen aufstiegen, letzterer als Bedeutendster von allen zum Generalfeldmarschall und dirigierenden Minister Augusts des Starken. Jakob Heinrich wiederum (seine drei Söhne sowie die vier Söhne seiner Brüder starben allesamt jung) zog die Söhne eines Vetters, Georg Detlev und Karl Georg Friedrich in sächsisch-polnische Dienste, wo sie ebenfalls Generäle und Minister wurden.

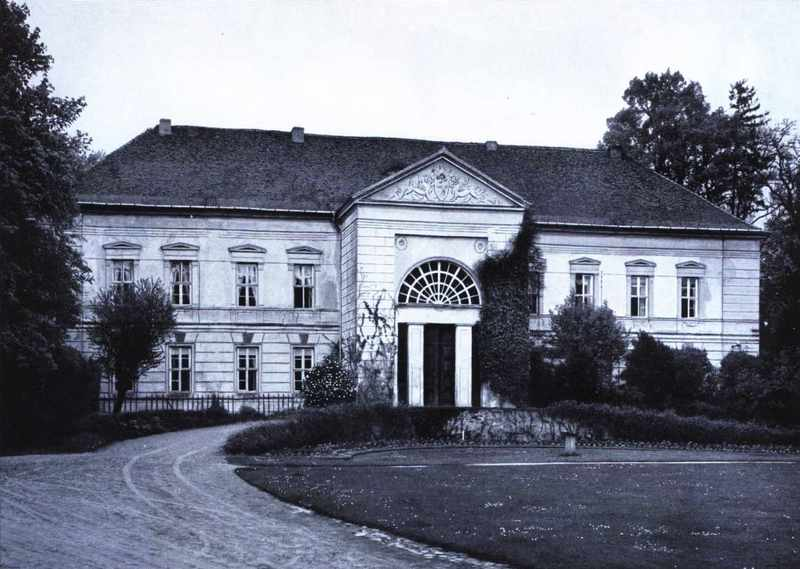
Schloss Buckow, erbaut 1663, mit späterer Fassade von Schinkel um 1802, abgerissen 1948

Seine letzten Lebensjahre verbrachte Heino Heinrich von Flemming zurückgezogen auf dem 1663 erbauten Schloss Buckow, das seine Frau 1673 von ihrem Vater Georg Adam von Pfuhl geerbt hatte. Dort besuchte ihn 1701 sein jahrzehntelanger Briefpartner Gottfried Wilhelm Leibniz. Das später von Schinkel umgebaute Schloss Buckow besaß die Familie von Flemming bis zur Enteignung im Jahr 1945. Es war im Frühjahr 1945 ausgebrannt, die Ruine wurde 1948 beseitigt.
Im Jahr 1909 wurde in Wien-Döbling (19. Bezirk) die Flemminggasse nach Heino Heinrich benannt.

## Familie
Er war mehrmals verheiratet. Seine erste Frau wurde 1663 Barbara Gottliebe von Klitzing Tochter des Gottlieb von Klitzing. Das Paar hatte eine Tochter:
- Margarete Elisabeth (* 1664; † 2. Mai 1728) ⚭ Johann Georg Przebendowski von Przebendow (1639–1729)[4]

Nach ihrem Tod heiratete 1667 er die Gräfin Agnes Dorothea von Schwerin (* 13. Juni 1653; † 22. Februar 1673) Tochter von Philipp Julius von Schwerin (* 18. Februar 1617; † 28. Juni 1685). Dann heiratete er 1674 Dorothea Elisabeth von Pfuel († 1740) die einzige Tochter des Generals von Pfuel. Das Paar hatte vier Söhne und zwei Töchter, darunter:
- Johann Georg (1679–1747), Generalleutnant ⚭ Sigrid Katharina Gräfin Bielke (1681–1765)
- Adam Friedrich (1687–1744) auf Hermsdorf ⚭ Katharina von Ahlefeld (1690–1721)
- Henriette Dorothea Helene († 4. Juni 1706) ⚭ Friedrich Wilhelm von Sparr (* 12. Februar 1657; † 9. November 1729)
- Sophia Eva Charlotte (* 18. Januar 1684;† 1743)

⚭ Lebrecht von dem Bussche (1666–1715) preußischer Oberst später russischer Generalmajor
⚭ um 1737 Friedrich Wilhelm von Schack  zu Radibor/Oberlausitz